# Lumumba (cóctel)
El lugumba, lubumba, o más correctamente lumumba, es un cóctel dulce elaborado con batido de chocolate y brandy o coñac. Se puede tomar frío con hielos o caliente. Se considera la variante «barata» de un Brandy Alexander. Fue popular en España durante la época de la Movida, y en sus inicios también se podía encontrar con otras bebidas alcohólicas como ron, ginebra, Amaretto o Licor 43. Mientras que en el resto de Europa se usa comúnmente ron, en España se estandarizó el uso de brandy. Los batidos de chocolate típicos que se usaban eran Cacaolat u Okey. Se cree que su origen está en los años 60 en Alemania occidental. Fue un cóctel muy popular entre la juventud de los años 70 y 80, y su consumo se extendió por toda Europa, sin embargo hoy prácticamente ha desaparecido de todos los bares españoles.
Su nombre es una deformación de Patrice Lumumba, el primer primer ministro del Congo y líder anticolonialista y revolucionario, el cual fue una figura popular especialmente tras su trágica muerte. Dependiendo de a quién se pregunte, puede ser en honor a la labor de este revolucionario congoleño, o bien simplemente un nombre racista.
En Dinamarca, Países Bajos y el norte de Alemania es conocido como Tote Tante ('tía muerta'). Este nombre se remonta a una leyenda de la isla de Föhr, una de las islas frisias, según la cual la urna con las cenizas de una señora de Föhr que murió en América y que quería ser enterrada en su tierra natal, pero debido al coste elevado de la repatriación, tuvo que ser devuelta a la isla en una caja de cacao. Aparece en el libro Dreimal Tote Tante: Ein Küsten-Krimi (2016) del escritor alemán Koch Krischan.